# Manuela Brečko
Manuela Brečko o ManuElla (Celje, 31 de gener del 1989) és una cantautora eslovena, coneguda internacionalment per haver representat a la seva nació al Festival de la Cançó d'Eurovisió 2016 amb la cançó "Blue and Red" (en català, blau i vermell).